# Wir sind für den Frieden!
My sa mir! (russisch Мы за мир!, wiss. Transliteration My za mir!; „Wir sind für den Frieden!“) ist ein  sowjetisches russisches Lied aus dem Jahr 1947. Es wurde von dem sowjetischen Komponisten Serafim Tulikow (1914–2004) komponiert und Alexander Scharow verfasste den Text.
Ein mit Noten des Liedes gedrucktes sowjetisches Plakat beispielsweise zeigt eine glückliche sowjetische Familie unter Hammer und Sichel, darüber einen Text- und Notenausschnitt der ersten zwei Zeilen des Refrains.
Das Lied war in der Sowjetzeit allgemein bekannt. Erstklässler lernten es zu singen, und es befand sich z. B. auch  im Repertoire des Alexandrow-Ensembles.
Der Refrain des Liedes lautet (in freier Übersetzung):
Wir sind für den Frieden! Und dieses Lied,

wollen wir, Freunde, in die Welt tragen.

Es soll in den Herzen der Menschen erklingen:

Nur Mut! Vorwärts! Für den Frieden!

Es wird keine Entfachung eines Krieges geben,

Kein Feuer auf dem Globus!

Unser Wille ist härter als Granit.